# Antonio Raffaele Giannuzzi
Antonio Raffaele Giannuzzi (Matera, 1818 – Teheran, 1876) è stato un patriota, generale e fotografo italiano nell'esercito del Regno delle Due Sicilie e nell'esercito del Regno di Persia.

## Biografia
Nasce nella città di Matera nel 1818, si arruola come soldato semplice nel Real Esercito delle Due Sicilie a Napoli.
In seguito combatté nella Prima guerra d'indipendenza italiana, nel corpo spedito da Ferdinando II contro gli austriaci nel 1848, impegnandosi nella difesa di Venezia, di Daniele Manin e Niccolò Tommaseo del 1848-49, volontario, contravvenendo agli ordini del suo re che aveva richiamato a sé il corpo militare, al seguito del generale Guglielmo Pepe e ottenendo la promozione a sottufficiale sul campo; matricola numero 13. Rivoluzionario iscritto nella lista dei ricercati, non fu solo una figura del Risorgimento italiano.
Proscritto, assieme ad altri esuli espatriò clandestinamente, scegliendo di dirigersi in Grecia sulle orme di quanti si erano battuti per l'indipendenza della stessa. Si unì ad un gruppo comandato da un ufficiale calabrese; Francesco Matarazzo, imbarcandosi sul brigantino Buona Sorte il 21 agosto 1848 alla volta di Atene, dove fu avvicinato da agenti britannici. I governi del medioriente tramite agenti britannici, arruolavano combattenti europei ricercati e quindi esuli in patria, così nel 1850 assieme ad altri esuli, venne inviato a Costantinopoli, dove venne ricevuto dall’ambasciatore inglese Lord Stradfort de Rédcliff. La proposta era quella di servire l'esercito ottomano senza l'obbligo di abbracciare la fede islamica, ma abiurando il proprio nome, perché il Corano impediva ai militari ottomani di ricervere ordini da un militare straniero. Considerata la condizione umiliante, accettò l'offerta della Legazione di Persia che non imponeva simili condizioni, entrando nell'esercito persiano. La Persia denominata Stato Sublime di Persia nel periodo Qajar, governata dallo Scià
Nasser al-Din Shah Qajar si stava aprendo all’occidente e furono ingaggiati come istruttori del regio esercito, Giannuzzi arrivò ad assumere la carica di comandante in capo degli istruttori europei della fanteria regia, fino a giungere al grado di sertipe, equivalente a quello di generale. Lo scià, di grande vivacità culturale ed aperto alle nuove tecnologie, rimasto impressionato a Parigi dalla nuova scoperta; la fotografia, decise di portarla in Persia, per documentare in maniera innovativa le scoperte e la situazione del suo paese, con un mezzo che riportava fedelmente la realtà dei fatti. Così nel 1858 si organizzarono una serie di missioni sul territorio a scopo militare-documentale con a capo gli ufficiali Luigi Pesce e Antonio Raffaele Giannuzzi, che ben presto presero anche una forma artistica. Le centinaia di immagini fotografiche scattate, costituiscono il primo e più generoso rilievo dello stato in cui era la Persia in quel periodo, monumenti, edifici sacri, scavi archeologici, infrastrutture, città. Era stato realizzato il primo reportage fotografico moderno, tra narrazione per immagini e documentazione scientifica, che comprende vedute ed edifici. La sua morte è avvenuta a Teheran nel 1876, dove è sepolto.
Documentaristi, furono i pionieri tramite cui l’Occidente scoprì immagini rarissime di una terra sconosciuta. Per l'Iran sono immagini importantissime, perché costituiscono la vasta base dei suoi primi documenti fotografici. Poco nota, è una pagina entrata nella storia della fotografia di tutti i tempi.
Le fotografie sono oggi custodite nel museo di Palazzo del Golestan di Teheran.